# ジュリー・ケント (バレエダンサー)

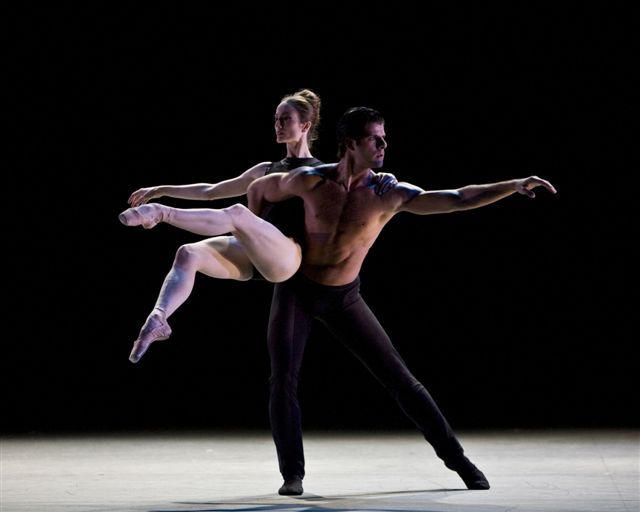
ジュリー・ケントとマルセロ・ゴメス（2007年）

ジュリー・ケント（Julie Kent、1969年7月11日 - ）は、アメリカ合衆国のバレエダンサー・バレエ指導者である。1985年に研修生としてアメリカン・バレエ・シアター（ABT）に入り、1986年のローザンヌ国際バレエコンクールでスカラシップを受賞した。同年正式にABTに入団し、1993年にプリンシパルとなった。『ダンサー』（1987年）、『センターステージ』（2000年）など、映画への出演経験もある。2015年に現役を引退し、2016年7月にワシントン・バレエ（en:The Washington Ballet）の芸術監督に就任した。夫のワシントン・バレエ副芸術監督（元ABT副芸術監督および元ABTプリンシパル）、ヴィクター・バービー（Victor Barbee）との間に2児あり。

## 経歴
本名をジュリー・コックス（Julie Cox）といい、メリーランド州ベセスダで生まれた。父はアメリカ人化学者、母はニュージーランド国籍の元フライトアテンダントでかつてはバレエダンサーであった。3人きょうだいの末の子で、上に兄と姉がいた。幼いころワシントンD.C.の郊外に住んでいたため、ニューヨーク・シティ・バレエ団（NYCB）やABTの公演が毎年開催され、そのすべてのチケットを買って観に行っていた。母は以前自分が学んでいたバレエについて、幼いケントにいろいろと知識を与えたり、作品や振付家、ダンサーについても話したりしていた。
メリーランド・ユース・バレエ・スクールでバレエを始め、オルテンシア・フォンセカに師事した。幼いころの夢は、ABTかNYCBのどちらかで踊ることだった。ABTIIの夏期講習およびNYCB付属のスクール・オヴ・アメリカン・バレエでさらにバレエを学び、子役として『コッペリア』などの舞台に立つこともあった。1985年、研修生としてABTに入った。1986年のローザンヌ国際バレエコンクールでアメリカ人としてただ1人メダル（スカラシップ）を獲得し、同年には正式にABTの一員となった。
彼女が注目を集めたのは、ハーバート・ロス監督の映画『ダンサー』（1987年）でミハイル・バリシニコフの相手役に選ばれたことであった。彼女自身は映画について何も知らない状態であったが、バリシニコフが彼女を推薦していた。映画の企画が持ち上がったとき、バリシニコフのアシスタントが「もっとハリウッド風の名前が合う」と提案し、彼女もそれを受け入れて「ジュリー・ケント」が誕生した。
ケントは映画出演を通じて、ロスの夫人でかつての名プリマ・バレリーナ、ノラ・ケイと知り合った。ケイは1939年にバレエ・シアター（後のABT）設立時にダンサーとして加入し、1942年にプリンシパルに昇格した。1951年から1954年までの一時期、NYCBに籍を置いたものの、その期間以外はABTで踊り続け、アントニー・チューダー振付『火の柱』（en:Pillar of Fire (ballet)、1942年）のヘイガー、アグネス・デ＝ミル振付『フォールリヴァー伝説』（1948年）のリジー・ボーデンなどの名演で「女優ダンサー」と賛辞を受けたほどの踊り手であった。
ケントはケイの人間性に強く惹かれたが、当時のケイはガンに侵されていて死期が近かった。病床のケイに会いに行くと、「あなたが望むなら、映画女優として成功することもできるわよ」と言われたが、ケントの答えは「でも。私は踊りたいんです」というものであった。同席していたジョン・タラス（en:John Taras）も「彼女は踊りを続けるさ」と口添えし、それを聞いたケイは「OK」と呟いたという。ケイが67年の生涯を終えたのは、それから間もなくのことであった。
ケントはABTで1990年にソリストとなり、1993年にプリンシパルに昇格した。ABTの舞台でフリオ・ボッカ、ホセ・カレーニョ、アンヘル・コレーラ、マルセロ・ゴメス、ロベルト・ボッレなどと共演し、NYCBでも舞台に立った。ケントは共演者について「すべてのパートナーが私に何かを与えてくれました、私の個性を開放する何か新しいものを」と述懐していた。彼女にとって、とりわけ重要な共演者はウラジーミル・マラーホフであった。マラーホフは自身のグループ公演などの共演者にしばしばケントを選び、世界各地で踊る機会を与えていた。「ウラジーミルは私にとって本当に重要なパートナーです」とケントは言い、続けて「兄と妹のように愛し合っている感じ。もっとも心の通じ合う友人のひとりです」と述べていた。
2006年にABT在籍20周年、次いで2011年に在籍25周年を祝ってから、ケントは自分自身の引退についてずっと考えるようになり「いつどうやって終止符を打つべきか」と思い続けていた。ABTが2015年シーズンに上演する演目の中でケントが踊ることができるものはわずかだったため、芸術監督のアドバイスもあって「前に進むために」引退を決意した。
2015年6月20日、ケントはABTで『ロミオとジュリエット』（ケネス・マクミラン振付）のジュリエット役を踊って舞台に別れを告げた。客席には家族や友人およびファンだけではなく、各地からかつての共演者たちも駆けつけ、引退公演のカーテンコールは20分以上も続いた。カーテンコールには、夫のヴィクター・バービーと2人の子供も一緒に立った。
引退後の一時期、ABTで教育プログラム（サマー・インテンシヴ）を担当していた。2016年7月1日から、ワシントン・バレエの芸術監督に就任した。ケント自身も「私も自分はABTにいるものと思っていました」と言い、当初はこの話を断っていたが、ワシントン・バレエとの話し合いを続けた結果、就任を受諾した。ケントは自らがワシントン・バレエの舞台で踊ることについて「答えはノーです」と表明した上で、「ワシントン・バレエをどのように率いていくかがいまはいちばん大切です」と語っている。
映画では『ダンサー』の他に、ニコラス・ハイトナー監督作品『センターステージ』（en:Center Stage (2000 film)）にも実際のケント自身を思わせる役柄で出演した。1993年にトロントでエリック・ブルーン賞、2000年4月にはアメリカ人として初めてブノワ賞を受賞している。

## レパートリーと評価
ケントはABTに30年にわたって在籍し、国際色豊かなスター集団の中にあって生粋のアメリカ人プリマ・バレリーナとして高い人気があった。ケントは身体能力の高さや超絶技巧で観客を驚かせるタイプではなく、正確な舞踊技術に支えられた軽快で端正な踊りと情感に満ちた表現力で作品の世界を広げていくダンサーである。『白鳥の湖』や『眠れる森の美女』、『ジゼル』などクラシック・バレエやロマンティック・バレエのヒロインを踊って好評を得たが、それだけではなく『ザ・グラン・パ・ド・ドゥ』（クリスティアン・シュプック振付）のようなコミカルな小品を的確に踊りこなし、『アポロ』、『スターズ・アンド・ストライプス』、『チャイコフスキー・パ・ド・ドゥ』などのバランシンの諸作品では豊かな音楽性と流麗な動きを見せた。
最初にABTで主役を踊った作品は、アントニー・チューダーの『リラの園』（en:Jardin aux Lilas）であった。ケントがチューダーと出会ったのは、ABTに入団して間もないころのことだった。『火の柱』のリバイバル上演指導にやってきたチューダーとの最後のリハーサルが終了したとき、ケントは「ありがとうございました。あなたと一緒にスタジオにいられて本当に光栄でした」と感謝の言葉を述べた。その言葉を聞いたチューダーは驚いた顔をしながらも「どういたしまして」と答えたという。チューダーはその後すぐに死去し、ケントは翌年になって『リラの園』の主役キャロラインに抜擢された。ケントは当時を回想して「いまになってみれば、それこそまさしくキャロラインのすることだったのだとわかります」と語っていた。
ABTでの主役は、『ジゼル』、『ロミオとジュリエット』、『白鳥の湖』、『マノン』などが続いた。ケントの美質は『ロミオとジュリエット』、『マノン』（ともにケネス・マクミラン振付）や『オネーギン』（ジョン・クランコ振付）などのドラマティックなバレエ作品でも存分に生かされた。これらの作品を踊る上で、ケイやチューダーの他にマルシア・ハイデ（クランコ作品を踊る上での有益な助言を与えた）などとの交流がケントの役作りに好影響を与えた。キャリアの終盤には、ジョン・ノイマイヤーとも仕事をして、彼の『椿姫』をレパートリーに加えて好評を得た。ABTでケントはチューダー、クランコ、マクミランなどを経てノイマイヤーに続く「物語バレエ」作品を次々と踊ってきた。文芸評論家の三浦雅士はケントとの対談で「あなたがまさに物語バレエの主流に位置していることがわかります」と称賛している。

## 私生活
夫のヴィクター・バービーも、バレエダンサー・指導者である。バービーは42年間にわたってABTに在籍し、プリンシパルおよび副芸術監督を務めていた。ケントはバービーについて「私が見てきたなかでもっとも美しく、もっとも力強い役者のひとりです」と評していた。バービーもABTを去ってワシントン・バレエの副芸術監督に就任し、ケントの補佐を務めることになった。
夫妻には一男一女があり、子供たちもABTが世界各国で公演を行う際にたびたび同行していた。ワシントン・バレエへの移籍について、ケントはもともとこの地域の出身であったことに加えて、実母がワシントンから車で30分のところに住んでいるため、自分や子供たちが毎日会うことができるようになる点を挙げていた。